# Distrito de Naka
El distrito de Naka (那賀郡 Naka-gun?) es un distrito localizado en la prefectura de Tokushima, Japón. En junio de 2019 tenía una población estimada de 7.549 habitantes y una densidad de población de 10,9 personas por km². Su área total es de 694,98 km².

## Localidades
- Naka